# Pomrowiec nakrapiany
Pomrowiec nakrapiany (Tandonia rustica) – gatunek nagiego, cieniolubnego ślimaka trzonkoocznego z rodziny pomrowcowatych (Milacidae). Występuje w Europie (Francja, Holandia, Niemcy, Włochy, Rumunia, Irlandia, Anglia i kilka reliktowych populacji w południowej Polsce – Sudety Zachodnie). Zasiedla ciepłe stanowiska w lasach, zaroślach i w pobliżu ruin. Spotykany jest również w parkach i ogrodach, zwykle na glebach wapiennych. 
Na terenie Polski gatunek ten jest objęty częściową ochroną gatunkową, a wcześniej objęty był ochroną ścisłą. Został wpisany na Czerwoną listę zwierząt ginących i zagrożonych w Polsce.
Osiąga do 10 cm długości. Płaszcz zajmuje około 40% długości ciała. Ubarwienie zmienne: od białawego, kremowego lub czerwonawego po żółtoszare z licznymi czarnymi plamkami. Kil jest jasny.
Jaja w liczbie 8–27 sztuk są składane jesienią i wiosną. W ciągu życia jeden ślimak składa do 250 jaj. Młode z jaj złożonych jesienią pojawiają się wiosną i potrzebują 6–9 miesięcy, by osiągnąć dojrzałość płciową. Młode z jaj złożonych wiosną pojawiają się po około 30 dniach i dojrzewają do jesieni. Osiąga maksymalny wiek 3 lat.